# 藤山常一

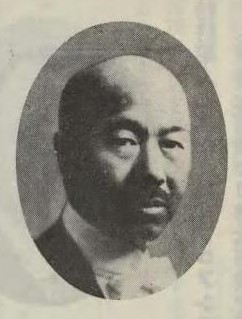
藤山常一

三居沢発電所に建つ胸像

藤山 常一（ふじやま つねいち、1871年3月10日（明治4年1月20日） - 1936年1月4日）は、日本の技術者。日本におけるカーバイド製造の祖とされる人物である。

## 経歴
佐賀県出身。藤山種廣の長男として生まれる。弟には機械工学者の田中不二がいる。
1898年に東京帝国大学工科大学電気学科を卒業した。1902年に仙台で野口遵とともにカーバイドの製造に着手した。1908年に欧州から戻り、渡欧中に研究完成した石灰窒素の製造法の特許を取得し、日本窒素肥料を設立し取締役に就任した。1912年に北海道に王子製紙苫小牧工場の隣接地に北海カーバイド工場を設立し、王子製紙の余剰電力でカーバイド、石灰窒素等を生産した。
1915年には北海カーバイド工場を継承し、三井系有力者の出資により、電気化学工業（現在のデンカ）を設立した。1919年には専務に就任したが、1927年に経営悪化の責任をとり退社した。
1921年に工学博士を取得した。関東水電取締役会長、大淀川水力電気代表取締役、撫順製鍊取締役も務めた。

## 特許
- 特許第20730号 炭化物より窒素化合物を製造する方法
- 特許第25557号 炭化物より窒素化合物を製造する方法